# Albert Becker
Albert Ernst Anton Becker, född den 13 juni 1834 i Quedlinburg, död den 10 januari 1899, var en tysk tonsättare.
Becker blev 1881 kompositionslärare vid Xaver Scharwenkas konservatorium i Berlin och 1891 dirigent för domkören där. 
Becker blev ryktbar egentligen genom sin stora mässa i B-moll (1878), därnäst genom sin Reformationskantat (1883). 
Han skrev även operan Loreley, oratoriet Selig aus Gnade, motetter, psalmer, solosånger, en prisbelönt symfoni, stråkkvartett, stycken för piano, violin och orgel med mera.